# Арктурус Менгск
Арктурус Менгск (на английски: Arcturus Mengsk) е измислен персонаж от компютърната игра StarCraft.

## Биографични данни
Арктурус е син на Ангъс Менгск – сенатор в Конфедеративния сенат, представител на Корхал. Още от малък Арктурус мечтаел да бъде велик водач. Известно време е бил в армията и се е издигнал до ранг полковник. Разочарован от Конфедерацията и армията им той напуска и става много успешен проспектор в крайните светове на Конфедерацията.

## Политически дейности
Импулсивният му баща Ангъс обявява война на Конфедерацията и прогонва всичките им представители от Корхал. Разтревожен и засрамен от постъпката на баща си, той не предполагал, че всичко ще завърши с ужасяващото отмъщение на Конфедератите, завършващо с тройното убийство на Баща, Майка и Сестра който са били обезглавени. Главата на Ангъс Менгск никога не била намерена. Това действие събудило нещо в главата на Менгск, което впоследствие го превръща в най-опасния враг на правителството и системата.

## Пробуждането на Бунта
Арктурус Менгск се прибира на Корхал и става водач на бунта, подкрепян е близко от Умоджанския протекторат и по-конкретно от неговия посланик Айлин Пастиор. Той помогнал за избирането на Менгск за генерал и водач. Генералът получава подкрепата на военните групировки, които са били с баща му и така съумява да събере армия от утайките на обществото, с които смело напада много Конфедеративни инсталации, но той винаги бяга и е на път, за да защити своя син Валериан, който е нарочен за екзекуция.
Бунтовниците успяват да сложат ръка на Боен крайцер на Конфедерацията, който е катастрофирал на Умоджа и не е могъл да се свърже с командването. Той е преименуван на Хиперион и малката армия се вмъква вътре. Колкото повече се разбира за връзките между Умоджа и Менгск, толкова повече Конфедерацията се изправя на нокти и накрая изсипва гнева си във вид на 1000 атомни бомби, които се изсипват на Корхал. Над 4 милиона Корхалци загиват в тази безмилостна атака.

## Синовете на Корхал
Менгск, криейки се на тайна база в Протектората, разпространява новини, които вярва, че ще му помогнат в битката. Той и тези, които са с него, се заклеват да сринат Конфедерацията. Наричайки себе си Синовете на Корхал, обещават да сложат края на корумпираното правителство и на негово място да изградят управление, което да се грижи за всички Терани в сектора. Бързо Синовете се превръщат в най-търсените престъпници в целия сектор. Те удрят бързо, точно и яростно и това им донася безброй победи над Конфедерацията и войските ѝ.
Известно време след това те нападат комплекса Фуджита на Виктор 5, когато открива Сара Кериган-Гоуст. Той я спасява от учените, които експериментират с нея и Зергите. Евентуално я прави своя дясна ръка и втора в Синовете. Причината за атаката над комплекса е, че разбира, че един от трите гоуста е виновен за смъртта на роднините му.
Скоро след това Кериган убива един от тези гоуста, примамен на Хиперион от Менгск.
Арктурус води Кериган на Тарсонис, за да нападнат основната база за обучение на Призраци (което ще създаде много публичност за организацията му). Той искал и тя да убие още един от Гоустовете. Атаката е пълен провал Синовете почти са заличени. Но Сара успява да убие майор Рум, нейният бивш инструктор, този който я е тероризирал успява да залови и гоуста на Менгск, а академията е унищожена. Менгск собственоръчно убива безпомощния гоуст с хладнокръвие. След това казва на Кериган, че тя е била третият гоуст, най-важният, тя е отрязала главата на баща му, но решава, че тя е полезна и я оставя жива. Нейната лоялност към него стига пределната си височина.
Атаката донася желаната публичност на Синовете на Корхал и те стават част от репортажите на Майкъл Либърти. Тачен от радикалите като мечтател, утопист и патриот, Конфедератите го описват като умопобъркан и самозабравил се лунатик също така и терорист. Това са новините, които под контрола на Конфедерацията.

## Зергите на Сара
Любопитството на Менгск относно Зергите го отвежда до граничния свят Чау Сара, който скоро е превзет от тях. Силите му са бързо разпръснати от Ескадрон Алфа.
През декември 2449 Синовете на Корхал на Менгск се появява на другата планета в системата Мар Сара, точно когато Конфедерацията арестува местната милиция за да спре контраатаките срещу Зергите. Менгск се оказва в позицията на единствения, който ще се изправи срещу заплахата. Той предлага услугите си на Колониалния Магистрат (Играча) за евакуацията на планетата и колониите.
Преди да напуснат орбита Менгск освобождава колониалния Шериф Джеймс Рейнър от Конфедеративния кораб затвор в орбита. След това го използва да поведе отряд до инсталацията Якобс. Там Рейнър открива затворени Зерги, но Менгск ги е виждал и преди и не е изненадан от експериментите. Рейнър е пратен там, за да се добере до важна технология и дисковете с данни. След това Колониалната милиция на Мар Сара става част от Синовете на Корхал. Под водачеството на капитан Джеймс Рейнър и бившия Магистрат, повишен в Командир.

## Генерален подарък
Следващата спирка на Менгск е Антига Праим, където колонистите са готови за открито въстание срещу Конфедерацията. Но Конфедерацията също знае това и е изпратила голяма бойна част от Ескадрон Алфа, за да потиснат въстаническите намерения. Изпратени са Кериган и Рейнър, които за първи път се срещат лично. Кериган по-късно убива командващия офицер, след което заедно с Антиганците побеждават бойната част на Ескадрон Алфа.
Водачът на Ескадрон Алфа, генерал Едмънд Дюк не може да помогне на силите си, защото флагманът му Норад 2 е свален от Зергите. Менгск и Рейнър пращат силите си, за да го спасят; убеждават го да се присъедини като му обещават място в правителството. Още по-голяма полза от Дюк има, защото след него тръгва Ескадрон Алфа, а и той помага за разчитането на данните от дисковете, които съдържат плановете за Транспланетарнен Псионичен Вълнов Генератор или просто Псай Емитър. Понеже данните са декодирани чак след като Дюк се присъединява има голяма вероятност той самият да ги е кодирал от самото начало.
Местонахождението на Менгск е компрометирано и голяма част от Ескадрон Делта е пратен да се справи с него и силите му. Те си правят база в защитния му периметър. Менгск решава, че е време да ползва Емитъра за отмъщението си срещу Конфедерацията. Сара Кериган се промъква в базата им и активира устройството с психичните си способности. Скоро Зергите прихващат сигнала и разбиват блокадата на Делта, което позволява на Синовете и съюзниците им да се измъкнат.
Скоро след това се появява Протоската флота и изпепелява планетата.

## Велика Власт и Предателство
Арктурус Менгск е буквално на пътя към победата си. Със силна армия зад гърба си и Псай Емитърите на разположение, той е непобедим, но за да победи трябва да удари сърцето на Конфедерацията – столицата Тарсонис (той е нападал много символични цели на планетата, като например Академията за Гоустове и Паломбо Валей Плант, управлявана от фамилията Терра). Въпреки че Тарсонис е бил нападан и преди, никога дотогава не е падал. Но за щастие на Менгск, Дюк е защитавал планетата в над 30 големи битки и познава защитите отвътре и отвън.
Планът на Дюк е да нападне централната орбитална платформа, за да позволи проникването на малка ударна група на планетата.
Менгск смята да използва Емитърите, за да срине Конфедерацията и поне счита за необходимо да уведоми Кериган и Рейнър, и така ги отчуждава от себе си.
Но въпреки това Кериган остава вярна и изпълнява следващите му налудничави заповеди да защити главния Кошер на Зергите от пристигналия Протоски флот, под командването на екзекутора Тасадар. Кериган знае, че те са тук да заличат Зергите, но следва заповедите на Менгск и застава на пътя им. Менгск нарежда оттеглянето на флота от Тарсонис въпреки протеста на Рейнър.
След загубата на Кериган Рейнър, Командира и хората им напускат Синовете на Корхал и открадват кораба им Хиперион. Те формират своя бунтовническа група на име Ездачите на Рейнър. Преди да избягат Менгск и Дюк активират основаната защита на Тарсонис – Йонното оръдие и за да се спасят Рейнър и хората им разрушават оръдието.

## Коронация
Синовете на Корхал стават Теранският Доминион. Менгск се самокоронясва за император и обявява Августград за престолен град. Всички колонии на Тераните в Копрулу са обединени под единна суверенна власт за първи път в историята. С Дюк до него никоя от по-силните милиции в сектора не посмява да му се противопостави.
Към него се обръщат както Император Менгск 1, така и Император Арктурус. Логиката диктува да се казва император Арктурус 1 от рода Менгск.

### Речта за коронацията (пусната по Вселенската Новинарска Мрежа)
Приятели Терани, аз идвам в този момент, за да осветля част от нещата, които се случиха през изминалите дни. Нека никой човек не оспорва важността на това време. Докато се избивахме помежду си водени от жалко съперничество и от общата ни история, по-велик конфликт надвисна над нас, заплашвайки да срине всичко, което ние сме постигнали. Време е за нас като нации и индивиди за оставим настрана нашата ярост и проблеми и да се обединим. Непобедима война е надвиснала над нас и ние трябва да намерим опора на по-високо иначе ще бъдем отнесени от потопа.
Конфедерацията я няма вече. Каквито и лъжливи устои и защита тя да е предлагала сега е само фантом спомен. Сега когато враговете ни са оставени на мира към кого ще се обърнете за защита? Унищожението оставено от Извънземните нашественици е показателно само по себе си. Видяхме нашите домове и общини, унищожени от пресметливите удари на Протосите. От първо лице видяхме нашите близки и любими асимилирани от кошмарните Зерги. Колкото и да са безпрецедентни и неочаквани, това са знаците на нашето време.
Времето дойде, мои приятели Терани, да се съберем под ново знаме. В обединението лежи силата, мнозина от дисидентните фракции вече се присъединиха. От многото ние ще изковем неделимо цяло, което ще се прекланя само пред един трон. И от този трон Аз ще се грижа за вас!
От този ден нататък нека никой човек не прави война с друг човек. Нека никоя Теранска агентура не съзаклятничи срещу това ново начало. И нека никой човек не се обединява с извънземните сили. А за всички врагове на човечеството нека знаят да не ни се пречкат на пътя, защото ние ще преминем през тях и ще наделеем.

## Новият Доминион
Менгск скоро получава Псайоничен повик от Сара Кериган от вулканичната планета Чар. Той праща Дюк да я прибере, но Ескадрон Алфа е победен от Зергите.
След като е подсилил армиите на Доминиона, след като е обединил останалите войни на вече загубената Конфедерация, Менгск се заема да подсили различни светове под негова грижа. Той възстановява столицата на Корхал – Августград, който се превръща в най-добре охранявания град на сектора. Със силно присъствие на Бойни крайцери в атмосферата за защита и голям брой ракети в покрайнините на града. Менгск си връща Дайлар 4, който е напуснат от Зергите, след което започва да използва корабостроителниците в орбита, които са били на Конфедерацията и ги взима за своите крайцери. Накрая превръща Браксис в крепост на Доминиона.
Междувременно Менгск се опитва да залови престъпника Алан Шезар.
След смъртта на Оувърмайнда той заповядва да се установи карантинна блокада на Айур.
Когато финалната битка приключва и Протосите и Зергите се скитат в сектора му, остава само да се чуди какво ще стане с неговата бивша дясна ръка.

## Обединеният Земен Директорат
Менгск е изградил невероятни защити около Корхал, но когато пристига Експедиционната флота на ОЗД, тя не само превзема Корхал, но и срива неговия личен дворец. Той се опитва да избяга на борда на флагмана си Норад 3, но пътят му е отрязан от силите на ОЗД. Адмирал ДуГал го заплашва с екзекуция заедно с висшите му офицери. Изненадващо се появява Рейнър с Хиперион и спасява своя враг, оставяйки ДуГал безмълвен.
Рейнър и Менгск избягват на Айур, където алиансът между Рейнър и Преатора Феникс процъфтява, и се скриват в команден център близо до Телепортната врата. За да са по-сложни нещата, в околността има доста Зергски родове, които стоят спокойно до активирането на вратата. В усилията си ОЗД атакува командния център и в крайна сметка го унищожава, но Рейнър и Менгск избягват в совалка през вратата, която след тях избухва; неизвестно е къде са отишли. На всичкото отгоре Зергите атакуват, и ДуГал се сблъсква с предателство от собствените си редици.
Менгск е сложен в Крио стазис и когато се събужда се оказва във владение на Кралицата Кериган, която е сключила алианс с Рейнър и Феникс. Менгск е адски бесен на Кериган. В опита си да я убие я прави много по-силна. Тя иска услуга от него: той трябва да използва своите Псай Емитъри, за да ѝ помогне да събере достатъчно сила, за да сринат Псай Дисруптора на ОЗД, който пречи на контрола ѝ. Той се съгласява да помогне, ако тя му превземе обратно Корхал. Плантт успява, Дисрупторът е унищожен и това е първият пирон в ковчега на флота на ОЗД, но ще отнеме доста време на ДуГал, за да го разбере. Въпреки че Менгск не вярва на Кериган дори за минута, тя превзема Корхал, който ДуГал прави своя столица.

## Още едно предателство
Кериган с помощта на Феникс и Рейнър помита силите на ОЗД в Августград. След победата Дюк е пратен да направи база за операции в града и да установи контрол. Въпреки това Кериган и Дуран пускат унищожителна атака и унищожават базите на Дюк и Феникс, докато си почиват след победата. В атаката Дюк и Феникс са убити, и това прави Менгск, и особено Рейнър, много ядосани.
Кериган изоставя Менгск сред праха на безценния му Доминион. Тя иска той да е жив, за да я види как се издига до висотите на силата си и той да помни, че той я е направил такава.

## Скорошни действия
Менгск иска няколко услуги, прави няколко отстъпки и успява да събере флот за финалната битка на заразената платформата над планетата Чар. Той се съюзява с ОЗД и Протосите, но неговият флот е пратен по дяволите след епична битка. Но той завършва с думите че „Винаги ще наблюдава и ще чака Кериган да се спъне и той ще е там“. Той се връща на Корхал и започва да възстановява своя Доминион.
Менгск скрива своя син Валериан на затънтена планета след края на Родовите Войни. Той става активна част от Доминиона и е готвен за негов наследник. Обаче роднинската връзка никога не е потвърдена.
Менгск лично се занимава с обучението на Гоуста Нова и наблюдава използването на газ теразин за създаването на Спектри, които да водят войната му срещу Освободителния фронт на Корпулу.
Менгск води агресивна политика срещу враговете си и главни опоненти са му Ездачите на Рейнър.